# Saša Lešnjek
Saša Lešnjek, slovenska pevka, besedilopiska in glasovna igralka, * 9. avgust 1999, Ljubljana.

## Kariera
Njena glasbena pot se je začela z urami klavirja in violine na glasbeni šoli. Leta 2018 je maturirala na Konservatoriju za glasbo in balet v Ljubljani, kjer je obiskovala program džez petja. Zatem se je v džez petju nekaj časa izpopolnjevala tudi na glasbeni akademiji v Gradcu (v študijskem letu 2018/19). Leta 2017 je na glasbenem tekmovanju Temsig osvojila zlato plaketo v kategoriji jazz solo.
Širši slovenski javnosti je postala znana, ko je bila izbrana za vlogo Sandy v slovenski različici muzikala Briljantina v produkciji Prospota. Premiera je bila 22. junija 2018 v Cankarjevem domu, ponovitve pa so bile (na različnih odrih po Sloveniji) na sporedu do decembra 2019. To sicer ni bila njena prva izkušnja z muzikali, saj je bila pred tem vskok za glavno vlogo v muzikalu Vesna.
Kmalu po premieri Briljantine je izdala svojo prvo skladbo »Najino poletje«. To sta z Alexom Volaskom, tedaj njenim fantom, prvotno napisala za Emo Jagrič za festival FeNS, Lešnjek pa se jo je odločila posneti tudi sama. Jeseni je sledila skladba »Zaljubljena v ta svet«, decembra pa duet z Volaskom z naslovom »V drobnih stvareh«. Tega leta je tudi gostovala na albumu Made You Make Me slovenskega producenta Hyuja (Hugo Smeh), in sicer pri pesmih »What It Means«, ki je bila tudi singel, ter »Worst«. Z njim je sicer sodelovala že leta 2016 pri skladbi »Home« z njegovega albuma You Know I Knew.
V letih 2019 in 2020 je izdala še šest singlov. Leta 2020 je z Renejem Markičem posnela pesem »Skupaj zmoremo vse«, ki je bila uporabljena v reklami za trgovsko verigo Lidl. Leta 2021 je s skladbo »Kaj bi svet brez upanja« sodelovala na Melodijah morja in sonca ter prejela nagrado Danila Kocjančiča za obetavnega izvajalca oziroma avtorja.
Trikrat je nastopila na koncertu Poletna noč (leta 2018, 2020 in 2021).
Besedila za svoje pesmi piše sama, avtor glasbe pa je Alex Volasko (v pisanju melodije se je preizkusila tudi že sama, npr. pri »Pelji me nazaj«). Skupaj ustvarjata tudi za druge izvajalce.
Ukvarja se tudi s sinhronizacijo risank (bila je npr. glas Disneyjeve Sneguljčice).

## Zasebno življenje
Avgusta 2020 se je poročila z Alexom Volaskom, s katerim sta se spoznala leta 2017. Ločila sta se novembra 2022.

## Diskografija

### Singli
- 2018: Najino poletje
- 2018: Zaljubljena v ta svet
- 2018: V drobnih stvareh – z Alexom Volaskom
- 2019: Nazaj v Piran
- 2020: Pelji me nazaj
- 2020: Klopca želja
- 2020: Kaj pa, če te ne najdem več
- 2020: Ne reci adijo
- 2020: Kako lepo je
- 2021: Kaj bi svet brez upanja

#### Kot gostujoča izvajalka
- 2018: What It Means – Hyu ft. Saša Lesnjek & HeiWa
- 2020: One More Christmas Night – Alex Orange ft. Saša Lešnjek & Sash Kuzma

## Nastopi na glasbenih festivalih

### Melodije morja in sonca
- 2021: Kaj bi svet brez upanja (Alex Volasko, Saša Lešnjek/Alex Volasko, Saša Lešnjek/Alex Volasko) - 4. mesto (18 točk), nagrada strokovne žirije za obetavnega izvajalca oziroma avtorja (nagrada Danila Kocjančiča)
- 2023: Tipi z jeepi (Barbara Pešut/Barbara Pešut/Robert Pešut, Aleksander Pešut) - 8. mesto (13 točk)

### Slovenska popevka
- 2022: Sama (Alex Volasko/Saša Lešnjek/Rok Jurečič, Patrik Greblo) - 6. mesto